# Маккарти, Доног, 4-й граф Кланкарти
Доног Маккарти, 4-й граф Кланкарти (англ. Donough MacCarthy, 4th Earl of Clancarty; 1668 — 1 октября 1734) — ирландский аристократ и пэр, который сражался за Якова II при осаде Дерри. Его титул пэра был конфискован в 1691 году после поражения якобитов. Доног Маккарти отправился в изгнание в Нидерланды, где некоторое время жил на крошечном острове Роттюмерог, а затем в Германию, недалеко от Гамбурга, где и умер.

## Рождение и происхождение
Доног Маккарти родился в 1668 году в замке Бларни. Он был единственным сыном Каллагана Маккарти, 3-го графа Кланкарти (ок. 1638—1676), и его жены Элизабет Фицджеральд. Его отец стал в 1666 году 3-м графом Кланкарти. Его отец принадлежал к династии Маккарти из Маскерри, гэльской ирландской семье, происходившей от королей Десмонда . Мать Донога происходила из старинной английской семьи Фицджеральдов. Она была дочерью Джорджа Фицджеральда, 16-го графа Килдэра, и Леди Джоан Бойл. Оба родителя были протестантами, но его отец изначально был католиком. Его родители поженились еще до 1641 года.

## Граф Кланкарти
Его отец Каллаган Маккарти умер в 1676 году, когда ему было восемь лет. Он стал 4-м графом Кланкарти и унаследовал огромные ирландские поместья своего отца в графстве Корк и графстве Керри. Воспитание графа Кланкарти стало вопросом высокой политики. Его мать, одна из немногих протестанток в семье, привезла его в Англию и отдала под опеку Джона Фелла, епископа Оксфордского, для получения протестантского образования. Его мать снова вышла замуж за сэра Уильяма Дэвиса (ок. 1633—1687), лорда-верховного судью Ирландии.

## Брак
Однако ни его мать, ни епископ не могли сравниться по влиянию с его дядей Джастином Маккарти, виконтом Маунткашелем, который был одним из ближайших советников герцога Йоркского, будущего короля Якова II Стюарта. Они убедили короля Карла II предоставить королевское письмо, подписанное Робертом Спенсером, 2-м графом Сандерлендом, тогдашним главным государственным секретарем Англии, приглашая графа Клэнкарти во дворец Уайтхолл на рождественские торжества 1684 года, где при попустительстве Джастина Клэнкарти он женился на дочери Сандерленда Элизабет Спенсер (1671 — июнь 1704). Однако (Берк, 1866 год) сообщал, что они поженились 30 октября 1684 года.
Им было шестнадцать и тринадцать лет соответственно. Вскоре супруги расстались, и их брак был заключен лишь много лет спустя.

## Вильямитская войнав Ирландии
Когда Яков II Стюарт высадился в Кинсейле 12 марта 1689 года, Доног Маккарти, граф Кланкарти принял его в своем тамошнем доме. Яков сделал его лордом королевской спальни.
Затем граф Кланкарти собрал пехотный полк для короля-изгнанника Якова II. Во время осады Дерри он провел свой полк из Манстера в Дерри, куда прибыл 28 июня 1689 года. Затем он возглавил дерзкую ночную атаку на Ворота Мясников сразу же вечером своего прибытия. Осажденные были застигнуты врасплох, и нападавшие смогли подойти к воротам и ворвались в них, но в конце концов были отброшены назад.
Доног Маккарти был взят в плен при осаде Корка в 1690 году и содержался в лондонском Тауэре . Он был объявлен вне закона и схвачен в Ирландии сторонниками Вильгельма Оранского 11 мая 1691 года, лишившись своих титулов и поместий.

## Со своей женой в изгнании
Он бежал из Лондонского Тауэра в 1694 году и прибыл ко двору короля в изгнании Якова II в Сен-Жерменский дворец.
Он вернулся в Англию в новом 1698 году и разыскал свою жену Элизабет, чтобы наконец начать супружескую жизнь, но был сдан властям своим шурином, лордом Спенсером, который был предупрежден семейными слугами. Это дело вызвало всеобщий фурор, и Вильгельм III Оранский, который не воспринимал его всерьез, сказал, что никогда еще его так не беспокоило что-либо столь тривиальное, как история с «этой маленькой искрой Кланкарти». Несколько месяцев спустя Маккарти разрешили уехать в изгнание на континент вместе с женой. Большая часть его поместий была присвоена главным советником короля, голландцем Гансом Виллемом Бентинком, 1-м графом Портлендским.
Супруги обосновались в Гамбурге-Альтоне и Любеке. В 1702 году они жили в «Ирландском доме» неподалеку от лесопилки Альтона. На следующий год Доног Маккарти купил небольшую таверну близ рыбацкой деревушки Бланкенезе на северном берегу устья Эльбы, а в 1706 году купил остров и сеньорию Роттюмерог в Нидерландах, где жил со своим распутным двором до тех пор, пока его не смыло Рождественским наводнением 1717 года. С тех пор он проводил зимы в другом месте, но каждое лето возвращался на остров, пока не продал его в 1731 году. В 1723 году он приобрел крошечный загородный дом в Удвуде во Фрисландии. Утверждение, что он купил дом у Арчибальда Кэмпбелла, 10-го графа Аргайла, не подтверждается современными документами. В 1729 году антиоранжистский государственный деятель Эверт Йост Лью разрешил ему жить в Эльмерсме, поместье в деревне Хугкерк близ Гронингена, не платя арендной платы.
У Доногоа и Элизабет было трое детей, два сына и дочь:
- Роберт Маккарти (1698 — 19 сентября 1769), капитан королевского флота, командовал HMS Adventure[16]
- Джастин Маккарти, офицер неаполитанской армии[17]
- Шарлотта Маккарти (? — 7 февраля 1734/1735), в 1721 году вышла замуж за Джона Уэста, 1-го графа Де Ла Варра (1693—1766)[18].

Доног Маккарти был типичным авантюристом, пересекавшим Ваттовое море на своей яхте и зарабатывавшим на жизнь грабежом затонувших кораблей и сбором выброшенных на берег товаров. Власти не одобряли его методы и подозревали, что он поддерживает якобитов. Он был широко известен как «сумасшедший граф». В 1721 году он посетил Лондон и был восстановлен в своих прежних титулах, но не получил обратно своих поместий.
Тщательно организованная история его успешных предприятий была опубликована в 1732 году. Это навеяло миф, рассказанный его бывшим соотечественникам, что он владел большим поместьем недалеко от Гамбурга.

## Смерть
Доног Маккарти скончался 1 октября 1734 года в Праленхофе близ Гамбурга-Санкт-Паули, оставив серьезные долги, приведшие к банкротству.